# Липский, Юрий Наумович
Ю́рий Нау́мович Ли́пский (1909—1978) — советский астроном, профессор Московского государственного университета им. М. В. Ломоносова, доктор физико-математических наук (1963).

## Биография
Родился 22 ноября 1909 года в местечке Дубровно Горецкого уезда Могилёвской губернии (ныне — районный центр Витебской области Белоруссии).
В 1925—1933 годах работал электромонтёром на вагоноремонтном заводе. Затем поступил в МГУ. В 1938 году окончил астрономическое отделение университета и был оставлен в аспирантуре на кафедре астрофизики, проходил аспирантскую подготовку под руководством В. Г. Фесенкова. После окончания аспирантуры в 1941 был назначен заведующим Кучинской астрофизической обсерваторией ГАИШ.
С 3 ноября 1942 года участвовал в Великой Отечественной войне, был три раза ранен и один раз контужен, демобилизован в 1945 году в звании гвардии майора, награждён четырьмя боевыми орденами, а также медалями:
- Орден Красного Знамени (23.05.1943)
- Орден Красной Звезды (14.10.1943)
- Орден Отечественной войны 2-й ст. (20.08.1944)
- Орден Отечественной войны 2-й ст. (30.05.1945)

После возвращения в ГАИШ защитил в 1948 году кандидатскую диссертацию «Оценка массы лунной атмосферы по поляризационным исследованиям её поверхности». Работал ассистентом, старшим научным сотрудником, заведующим лабораторией фотометрии и спектроскопии (1953—1964). В 1964 году создал и возглавил «Отдел физики Луны и планет» ГАИШ.
Его основные труды относятся к области астрофизических исследований Солнца и планет и разработки новых методов изучения тел Солнечной системы с помощью космической техники. Он разработал ряд новых спектрофотометрических и поляризационных методов, позволивших выявить многочисленные эффекты, связанные с поляризацией света лунной поверхности и солнечной короны. С помощью электронного поляриметра было проведено изучение эллиптической поляризации лунных деталей, а также облачного слоя Юпитера и Сатурна.
Ю. Н. Липский был научным руководителем работ по изучению первых в мире фотографий обратной стороны Луны. В 1960 году он разработал и применил оригинальную методику дешифрирования снимков, переданных в 1959 году на Землю советской автоматической межпланетной станцией «Луна-3». Результаты этих исследований вошли в «Атлас обратной стороны Луны» (1960). За эти работы ему в 1963 году была присвоена учёная степень доктора физико-математических наук без защиты диссертации.
Создание лунных карт было продолжено после получения новых материалов фотографирования обратной стороны Луны советскими автоматическими станциями «Зонд-3» (1965), «Зонд-6, -7, -8» (1968—1970).
Под руководством  Ю. Н. Липского в 1967—1977 годах подготовлены и опубликованы первые в мире «Полная карта Луны» и полный глобус Луны, затем несколько уточненных вариантов этих изданий в разных масштабах, а также вторая и третья части «Атласа обратной стороны Луны».
В 1977—1978 гг. под его руководством проведён комплекс работ по морфометрическим исследованиям Луны, Меркурия и Марса, результаты которых были опубликованы в виде каталогов кратеров и карт распределения плотности кратеров на поверхности указанных тел.
Умер 24 января 1978 года. Урна с прахом захоронена в колумбарии на Ваганьковском кладбище.
В честь Ю. Н. Липского назван кратер на Луне, расположенный в центре обратного полушария.